# Szpitamenész
Szpitamenész (i. e. 370 – i. e. 328) perzsa arisztokrata, az i. e. 329-ben kitört szogd lázadás vezetője. Ő volt az, aki elárulta és III. Alexandrosznak (Nagy Sándornak) átadta V. Artakhsaszjá perzsa királyt.
A szogdok, akik III. Alexandroszt örömmel üdvözölték, most úgy látták, hogy az egyik idegen elnyomást a másik váltotta fel, s lemészárolták a város védelmére hátrahagyott makedón katonákat. Alexandrosz összevonta csapatait és az egyik lázadó várostól a másikig vonult, hetet közülük megostromolt és megölte a városban lakó összes férfit, amivel elrettentő példát statuált. Közben Szpitamenész visszafoglalta Marakandát, ám Alexandrosz újra elfoglalta. Szpitamenész elmenekült. Mivel a serege legyengült és erősen megfogyatkozott, Alexandrosznak abba kellett hagyni az üldözést. Bosszúból felperzselte azoknak a parasztoknak falvait és szántóföldjét, akik a szogd felkelésben részt vettek. Kr. e. 329/328 telén a déli méd területekre vonult vissza és várta új seregét, amely nyugatról sikeresen meg is érkezett.
A szogd felkelők elleni harc egy évig tartott. Az első hónapban bebizonyosodott, hogy Szpitamenész hívei nem adják fel egykönnyen a harcot. Szpitamenészt, lázadás vezetőjét végül nem a makedónok, hanem egy sivatagi törzs tagjai, a masszagéták fogták el, és a fejét elküldték Alexandrosznak.